# Дальневосточный край
Дальневосто́чный край (Дальне-Восточный край) — административно-территориальная единица, образованная на востоке РСФСР решением Всероссийского центрального исполнительного комитета (ВЦИК) 4 января 1926 года на месте упразднённой Дальневосточной области. Административный центр — город Хабаровск.
Вместо существовавших четырёх губерний — Амурской, Забайкальской, Камчатской и Приморской (включая северный Сахалин) — были созданы Владивостокский, Хабаровский, Читинский, Зейско-Алданский, Амурский, Николаевский, Сретенский, Камчатский и Сахалинский округа, разделенные на 75 районов.
20 октября 1938 года Дальневосточный край был разделён на Хабаровский и Приморский края.
Был крупнейшей после Якутской АССР и Казахской ССР административно-территориальной единицей Советского Союза, занимая 12 % его территории.
Площадь края — 2 846 332 км² при образовании 4 января 1926 года, 2 794 000 км² (20.II.1932) 2 602 600 км². Население по переписи 1926 года — 1 881 400, на 1 января 1929 года — 2 099 700 жителей.

## География
С севера Дальневосточный край омывался Северным Ледовитым океаном, его Восточно-Сибирским морем и Чукотским морем, с востока — Тихим океаном, его Беринговым, Охотским и Японским морями.
На суше край граничил: с административно-территориальными единицами РСФСР — Якутской АССР и Восточно-Сибирским краем (с 1930 года) на западе, с владениями Японии — Кореей и Южным Сахалином (Карафуто) — на юге, и с территорией Аляска (США) через морскую границу в Беринговом проливе на северо-востоке. На юге, по реке Амур и в западном Приморье, проходила граница с Китайской республикой, а с 1932 года — с государством Маньчжоу-го.
В состав края входили крупнейший полуостров Камчатка и значительно меньший Чукотский полуостров. Территория Дальневосточного края включала также ряд крупных островов, в том числе остров Врангеля, северную часть острова Сахалин, а также два крупных архипелага — Командорские и Шантарские острова.
Дальневосточный край имел протяженность в 28° с юга на север (от 42° до 70° С. Ш.) и 83° с запада на восток (от 108° В. Д. до 169° З. Д.). Его границы географически обосновывались побережьем Тихого и Северного Ледовитого океанов с одной стороны и водоразделами впадающих в них рек с другой стороны. Географическое единство края обеспечивалось его приморским положением и вся основная территория была тесно связана, прежде всего, с Тихим океаном. Масштабы Дальневосточного края были таковы, что с запада на восток происходил переход от континентального ландшафта сухих степей Забайкалья до островных ландшафтов Сахалина, Камчатки и Командор, а с севера на юг последовательно сменялись льды острова Врангеля, тундра, тайга и южные ландшафты Приморья. Животный мир также был очень разнообразен — в нём были представлены моржи, тюлени и северные олени, лоси, верблюды, уссурийские тигры и леопарды, лесные коты, речные черепахи, морские киты и т. д..

## Административное деление
Административное деление Дальневосточной области перед образованием Дальневосточного края 4 января 1926 года.
| Губерния                | Адм.центр        | Уездов | Волостей | Сельсоветов | Селений | Сельское население | Городское население | Общее население |
| ----------------------- | ---------------- | ------ | -------- | ----------- | ------- | ------------------ | ------------------- | --------------- |
| Амурская губерния       | г. Благовещенск  | 3      | 22       | 430         | 731     | 293 492            | 98 742              | 392 234         |
| Забайкальская губерния  | г. Чита          | 5      | 41       | 614         | 750     | 419 456            | 115 789             | 535 245         |
| Приморская губерния     | г. Владивосток   | 5      | 31       | 584         | 884     | 427 043            | 207 298             | 634 341         |
| Камчатская губерния     | г. Петропавловск | 5      | 11       | 91          | 103     | 29 761             | 2 377               | 32 138          |
| Дальневосточная область | г. Чита          | 18     | 105      | 1 719       | 2 468   | 1 169 752          | 424 206             | 1 593 958       |

По решению Президиума ВЦИК СССР от 4 января 1926 г. Дальневосточная область преобразовалась в Дальневосточный край с 9 округами, разделенными на 75 районов (вместо 4 губерний с 18 уездами и 113 волостями) с центром в г. Хабаровске в указанных границах Дальневосточный край занимает площадь в 2 846 332 км².
| Округ                 | Адм.центр                   | Площадь, км² | Население, 1923 | Население, 17.XII.1926 | Районов | Населённых пунктов | Хозяйств | Сельсоветов |
| --------------------- | --------------------------- | ------------ | --------------- | ---------------------- | ------- | ------------------ | -------- | ----------- |
| Читинский             | г. Чита                     | 181 041      | 325 000         | 386 158                | 14      | 710                | 46 510   | 302         |
| Сретенский            | г. Сретенск                 | 89 538       | 191 000         | 203 943                | 8       | 447                | 31 033   | 186         |
| Амурский              | г. Благовещенск             | 236 785      | н.д             | 335 783                | 11      | 626                | 45 408   | 315         |
| Владивостокский       | г. Владивосток              | 81 694       | 488 000         | 572 031                | 14      | 940                | 60 741   | 415         |
| Зейский               | г. Рухлово                  | 450 799      | 35 500          | 50 392                 | 4       | 210                | 4 397    | 41          |
| Хабаровский           | г. Хабаровск                | 216 395      | 140 300         | 188 360                | 5       | 384                | 18 630   | 163         |
| Николаевский-на-Амуре | г. Николаевск-на-Амуре      | 558 093      | н.д             | 37 867                 | 7       | 239                | 4 319    | 53          |
| Камчатский            | г. Петропавловск-Камчатский | 991 774      | -               | 34 958                 | 8       | 236                | 3 505    | 108         |
| Сахалинский           |                             |              |                 | 11 859                 | 4       | н/д                | 1 314    | 21          |
| Дальневосточный край  |                             |              |                 | 1 821 351              | 75      | 3 792              | 215 857  | 1 604       |

Таким образом, вместо губерний, уездов, волостей осуществился переход к краевому, окружному, районному делению, и тем самым была создана основа новой системы административно-территориального устройства на принципах учета исторических и экономических условий, численности и состава населения.

## Изменения в территориальном делении
- 25 октября 1926 года — Принятие ВЦИК и СНК РСФСР Временного положения об управлении туземными народностями и племенами северных окраин РСФСР.
- 14 июля 1927 г. Дальневосточный краевой исполнительный комитет утвердил временный список из 37 национальных районов без точных очертаний границ. Их выделение в самостоятельные административные единицы явилось по существу полумерой, которая внесла хаос и путаницу и без того в очень сложное территориальное деление региона. Огромная территория включала 9 округов с 110 районами (23 туземных), 2 413 сельсоветов (180 туземных)[5]
- 30 июля 1930 года Читинский и Сретенский округа Дальневосточного края были переданы в состав новообразованного Восточно-Сибирского края[3].
- 20 августа 1930 года постановлением Президиума ВЦИК в составе Дальневосточного края образован Биро-Биджанский национальный район[вд] с центром в селении Тихонькая (с 1931 года — рабочий посёлок Биробиджан, с 1937 года — город Биробиджан). В него полностью вошли Екатерино-Никольский и Михайло-Семёновский районы, а также, частично, селения Хингано-Архаринского и Некрасовского районов.
- 1 октября 1930 года принимается решение о ликвидации округов (за исключением Камчатского и Сахалинского), стремление приблизить аппарат управления к массам, а по сути, усилить воздействие на низовое звено в связи с развернувшейся коллективизацией. В результате в состав Дальневосточного края вошли 67 районов и 2 округа с 2 окружными городами и 39 районами (включая 28 туземных районов и 200 туземных сельсоветов), 8 городов и 13 рабочих поселков, 1 827 сельсоветов.[5]
- 10 декабря 1930 года постановлением Президиума ВЦИК СССР были созданы Корякский, Охотско-Эвенский и Чукотский национальные округа. В состав края были переданы весь бассейн реки Колымы, часть бассейна реки Индигирки и бассейн реки Алазеи.
- 20 мая 1931 года бассейн реки Алазеи, северная часть бассейна реки Колымы и часть бассейна реки Индигирки выведены из состава Дальневосточного края и переданы Якутской АССР
- 30 мая 1931 года Президиум ВЦИК специальным постановлением поручил ЦИК Якутской АССР и Далькрайисполкому изучить возможность создания Национального эвенкского Алданского промышленного округа на территории Учуро-Зейского и Джелтулакского районов Дальневосточного края и Томмотского, Тимитонского и Незаметнинского районов Якутской АССР. Однако округ не был создан[7].
- 10 октября 1931 года был упразднён Амуро-Зейский район. Его территория распределена следующим образом[8]:

а) сельсоветы: Актайский, Алексеевский, Аносовский, Богдановский, Буссенский, Кольцовский, Корсаковский, Кумаровский, Байкинский, Ново-Воскресенский, Ново-Иннокентьевский, Ново-Кумаровский, Саскальский, Симоновский, Симоновско-Лужекский, Сталинский, Сычёвский, Черемушинский и Юргинский со всеми входящими в их состав населёнными пунктами отнести к Свободненскому району;
б) остающуюся территорию ликвидируемого Амуро-Зейского района подчинить Благовещенскому горсовету в порядке постановления Президиума ВЦИК от 30 октября 1930 года (СУ, 1930, N 41, ст. 493).
- 13 ноября 1931 года решением Совета Труда и Обороны СССР На Северо-Востоке СССР в районе Верхней Колымы создается Государственный трест по промышленному и дорожному строительству — Дальстрой.[5]
- 20 октября 1932 года постановлением ВЦИК и СНК РСФСР в Дальневосточном крае было введено новое территориальное деление и районирование который предусматривал создание 12 крупных территориальных единиц (4 области, 4 округа, 3 района и один город). Были образованы Амурская область (административный центр — город Благовещенск), Приморская область (административный центр — город Владивосток), Сахалинская область (административный центр — город Александровск) и Камчатская область (административный центр — город Петропавловск-Камчатский) области, а также Нижне-Амурский округ (административный центр — город Нижне-Амурск), Охотско-Эвенкийский, Корякский и Чукотский округа, Биробиджанский, Нижне-Тамбовский, Пригородный районы. В отдельный район был выделен город Хабаровск.[5]
- 26 октября 1932 года решением правительства территория Дальстроя выделяется из Охотско-Эвенкийского округа в особый самостоятельный район. В его подчинение перешли (с созданием особого статуса управления) три национальных района: Ольский, Средне-Канский, Северо-Эвенкийский.[5]
- 7 мая 1934 года Президиум ВЦИК постановил преобразовать Биро-Биджанский национальный район[вд] в автономную Еврейскую национальную область (административный центр — рабочий посёлок Биробиджан). В автономии образуется 5 районов: Биробиджанский (посёлок и район), Бирский (ныне Облученский), Блюхеровский (ныне Ленинский), Сталинский (ныне Октябрьский) и Смидовичский. Окончательное оформление Еврейской автономной области как государственной административной единицы, создание её руководящего звена состоялось 18 декабря 1934 года на 1-м областном съезде Советов.
- 22 июля 1934 года Постановлением Президиума ВЦИК были дополнительно образованы Уссурийская область (из состава Приморской области, административный центр — город Никольск-Уссурийск (Ворошилов)), Зейская область (из состава Амурской области, административный центр — город Рухлово), Хабаровская область (административный центр — город Хабаровск) и Нижнеамурская область (административный центр — город Нижне-Амурск). Теперь он делится на 9 областей: Зейскую (в 1937 г. вошла в состав Читинской области), Амурскую, Нижне-Амурскую, Еврейскую автономную (образована в мае 1934 г.), Приморскую, Камчатскую (Корякский и Чукотский округа включались в ее состав), Сахалинскую, Уссурийскую и Хабаровскую.[5]
- 20 сентября 1934 года Постановлением ВЦИК были ликвидированы составлявшие Нижнеамурскую область Нижне-Амурский и Охотско-Эвенкский округа. Входившие в их состав 6 районов переданы в прямое подчинение области.
- 26 сентября 1937 года Зейская область была ликвидирована как административная единица, её территория вошла в состав новообразованной Читинской области.
- 20 октября 1938 года Указом Президиума Верховного Совета СССР Дальневосточный край был разделён на Хабаровский и Приморский края. Хабаровский край состоял из Хабаровской (ликвидирована в 1939 г.), Амурской, Нижнеамурской, Сахалинской, Камчатской (с Корякским и Чукотским национальными округами) областей, Еврейской АО и трёх северных районов, непосредственно подчинённых крайисполкому. В состав Приморского края, с центром во Владивостоке, вошли Приморская и Уссурийская области[9].
- 31 мая 1939 года Верховный Совет СССР утвердил создание Приморского и Хабаровского краёв[10].

## Населённые пункты Дальневосточного края
Дальневосточный край занимает огромную территорию, которая вместе с отошедшими от Якутии местностями (на основе постановления ВЦИК от 20 февраля 1931 года) достигает 2 794 тыс. кв км
На 20 февраля 1931 в крае насчитывалось 6082 населенных пунктов; 1827 сельских советов, в т.ч 234 туземных; 14 городов; 13 рабочих посёлков; 13 посёлков городского типа; 62 рика, в т.ч 27 национальных районов; 5 окружных исполкомов, в том числе 3 национальных округов.
На 1 января 1936 г. в крае насчитывалось 87 районов, 15 городов, 25 рабочих поселков, 14 поселков городского и 6 839 поселкового типа, 1516 сельсоветов с общей численностью 1 076,2 тыс. жителей

## Демография
| Округ                 | Адм.округ                   | 1.I.1923 | 17.XII.1926 | 1.I.1929  | 1.I.1931                            |
| --------------------- | --------------------------- | -------- | ----------- | --------- | ----------------------------------- |
| Читинский             | г. Чита                     | 325 000  | 386 158     | 409 100   | В составе Восточно- Сибирского края |
| Сретенский            | г. Сретенск                 | 191 000  | 203 943     | 217 200   | В составе Восточно- Сибирского края |
| Амурский              | г. Благовещенск             | н.д      | 335 783     | 456 400   | н.д                                 |
| Владивостокский       | г. Владивосток              | 488 000  | 572 031     | 626 200   | н.д                                 |
| Зейский               | г. Рухлово                  | 35 500   | 50 392      | 62 500    | н.д                                 |
| Хабаровский           | г. Хабаровск                | 140 300  | 188 360     | 221 800   | н.д                                 |
| Николаевский-на-Амуре | г. Николаевск-на-Амуре      | н.д      | 37 867      | 43 200    | н.д                                 |
| Камчатский            | г. Петропавловск-Камчатский | н.д      | 34 958      | 35 500    | н.д                                 |
| Сахалинский           |                             | н.д      | 11 859      | 16 500    | н.д                                 |
| Дальневосточный край  |                             |          | 1 821 351   | 2 088 400 | 1 660 000                           |

|                      | 1925-26 | 1926-27 | 1927-28 | 1928-29 | 1.01.1931 | 1.I.1936 |
| -------------------- | ------- | ------- | ------- | ------- | --------- | -------- |
| Территория, тыс. км² | 2 573,3 | 2 573,3 | 2 573,3 | 2 573,3 | 2 794,0   | н.д      |
| Плотность, чел\км²   | 0,71    | 0,74    | 0,79    | 0,84    | 0,59      | н.д      |
| Население, жителей   | 1833,8  | 1913,7  | 2020,4  | 2154,2  | 1660,0    | н.д      |
| Городское            | 462,8   | 481,0   | 509,7   | 545,6   | 527,0     | 1076,2   |
| Сельское             | 1371,0  | 1432,7  | 1510,7  | 1608,6  | 1133,0    | н.д      |

## Руководители Дальневосточного края

### Первые секретари Далькрайкома ВКП(б)
Дальневосточный краевой комитет Всесоюзной коммунистической партии (большевиков) (Далькрайком) (учрежден на VII Дальневосточной партийной конференции 16 — 20 ноября 1925 года)
| Порядок | Портрет | Имя                                            | Годы жизни | Начало полномочий    | Окончание полномочий |
| ------- | ------- | ---------------------------------------------- | ---------- | -------------------- | -------------------- |
| 1.      |         | Николай Афанасьевич Кубяк                      | 1881—1937  | 1925 год             | 1926 год             |
| 2.      |         | Ян Борисович Гамарник                          | 1894—1937  | 1926 год             | 25 октября 1928 года |
| 3.      |         | Иван Николаевич Перепечко                      | 1897—1943  | 25 октября 1928 года | июль 1931 года       |
| 4.      |         | Сергей Адамович Бергавинов                     | 1899—1937  | 24 августа 1931 года | 7 марта 1933 года    |
| 5.      |         | Лаврентий Иосифович Лаврентьев (Картвелишвили) | 1890—1938  | 11 марта 1933 года   | 15 января 1937 года  |
| 6.      |         | Иосиф Михайлович Варейкис                      | 1894—1938  | 15 января 1937 года  | 3 октября 1937 года  |
| 7.      |         | Георгий Михайлович Стацевич                    | 1898—1942  | 21 октября 1937 года | 13 июня 1938 года    |
| 8.      |         | Сергей Михайлович Соболев (и. о.)              | 1900—1939  | 13 июня 1938 года    | 20 октября 1938 года |

Вторые секретари Далькрайкома ВКП(б)
| Имя                                 | Годы жизни | Начало полномочий     | Окончание полномочий  |
| ----------------------------------- | ---------- | --------------------- | --------------------- |
| Трофимов Д. П.                      |            | октябрь 1928          | апрель 1929           |
| Иван Андреевич Андреев              | 1897—1973  | апрель 1930           | февраль 1932 года     |
| Алексей Петрович Гричманов          | 1896—1939  | февраль 1932 года     | июль 1933 года        |
| Френкель А.                         |            | 11 сентября 1933 года | 4 марта 1934 года     |
| Михаил Самойлович Самойлов          | 1897—1937  | 4 марта 1934 года     | февраль 1935 года     |
| Ерванд Михайлович Арсинбеков        | 1898—1937  | февраль 1935 года     | май 1936 года         |
| Владимир Васильевич Птуха           | 1894—1938  | май 1936 года         | 13 сентября 1937 года |
| Георгий Михайлович Стацевич (и. о.) | 1898—1942  | 13 сентября 1937 года | 21 октября 1937 года  |
| Алексей Михайлович Анисимов         | 1903—1940  | 25 ноября 1937 года   | июнь 1938 года        |
| Владимир Александрович Донской      | 1903—1954  | октябрь 1938 года     | 20 октября 1938 года  |

### Председатели Дальневосточного краевого исполнительного комитета
Учрежден Указом ВЦИК от 4 января 1926 года. Первый состав Далькрайисполкома был избран на 1-м Съезде Советов Дальнего Востока 15 — 14 марта 1926 года.
| №       | Имя                              | Годы жизни | Начало полномочий     | Окончание полномочий  |
| ------- | -------------------------------- | ---------- | --------------------- | --------------------- |
| 1.      | Ян Борисович Гамарник            | 1894—1937  | 1926                  | 1927                  |
| 2.      | Сергей Егорович Чуцкаев          | 1876—1944  | 1927                  | 1929                  |
| 3.      | Ян Васильевич Полуян             | 1891—1937  | 1929\|                | 1930                  |
| 4.      | Александр Николаевич Асаткин     | 1885—1937  | 1930                  | 10 августа 1931 года  |
| 5.      | Афанасий Иванович Буценко        | 1889—1965  | 9 сентября 1931 года  | 7 марта 1933 года     |
| 6.      | Григорий Максимович Крутов       | 1892—1938  | 11 марта 1933 года    | 4 июня 1937 года      |
| (и. о.) | Евгений Владимирович Лебедев     | 1897—1938  | июнь 1937 года        | 24 августа 1937 года  |
| (и. о.) | Михаил Петрович Вольский         | 1899—1938  | август 1937 года      | 10 сентября 1937 года |
| 7.      | Павел Константинович Легконравов | 1893—1938  | 13 сентября 1937 года | 4 апреля 1938 года    |
| (и. о.) | Д. Лаптев                        |            | апрель 1938 года      | май 1938 года         |
| (и. о.) | Сергей Иванович Гусев            | 1891 — ?   | 20 мая 1938 года      | 20 октября 1938 года  |

С 10 августа по 9 сентября 1931 года обязанности Председателя Далькрайисполкома исполнял Григорий Максимович Крутов, с 7 марта по 11 марта 1933 года — А. К. Флегонтов.

## Дальневосточные партийные конференции
- I Дальневосточная конференция РКП(б) , 22 — 28 ноября 1920 года, Чита;
- II Дальневосточная конференция РКП(б) , 8 — 14 февраля 1921 года, Чита;
- III Дальневосточная конференция РКП(б) , 9 — 17 июня 1921 года, Чита;
- IV Дальневосточная конференция РКП(б) , 6 — 12 октября 1922 года, Чита;
- V Дальневосточная конференция РКП(б) , 5 — 10 марта 1923 года, Чита;
- VI Дальневосточная областная партийная конференция РКП(б) , 20 — 24 апреля 1924 года, Чита;
- VII Дальневосточная краевая конференция ВКП(б) , 16 — 20 ноября 1925 года, Хабаровск;
- VIII Дальневосточная краевая конференция ВКП(б) , 17 — 22 марта 1927 года, Хабаровск;
- IX Дальневосточная краевая конференция ВКП(б) , 22 февраля — 4 марта 1929 года, Хабаровск;
- X Дальневосточная краевая конференция ВКП(б) , 22 — 29 мая 1930 года, Хабаровск;

Намеченная на лето 1938 года XIII Дальневосточная краевая конференция ВКП(б) не состоялась.

## Дополнительные факты
- По имени Дальневосточного края назван Дальневосточный проспект в Санкт-Петербурге. Отчасти это объясняется ещё и тем, что улица находится в восточной части города[13].